# 鎮海駅
鎮海駅（チネえき）は大韓民国慶尚南道昌原市鎮海区余佐洞にある、韓国鉄道公社（KORAIL）鎮海線の駅である。
鎮海線の終点は1駅先の統海駅だが、当駅 - 統海駅間は軍事施設内にあるため、民間人が立ち入れる駅としては当駅が最後となる。かつて運行されていた旅客列車も当駅までの運行となっていた。

## 駅構造
- 島式ホーム1面2線の地上駅。

## 駅周辺
- 忠武洞住民センター
- 中央洞住民センター
- 道泉初等学校
- 大興119安全センター
- ウリィ銀行鎮海支店
- 国民銀行鎮海支店
- 鎮海女子中学校
- 鎮海女子高等学校
- 帝皇山公園

## 歴史
- 1926年11月11日 - 開業。
- 2005年9月14日 - 駅舎が登録文化財第192号に登録された。
- 2015年2月1日 - 旅客扱い中止。

## 隣の駅
韓国鉄道公社
鎮海線
慶和駅 - 鎮海駅 - 統海駅